# Oscar de melhor curta-metragem em live-action: 2 bobinas
O prêmio de melhor curta-metragem em live action (2 bobinas) foi concedido somente entre a nona (1936) e a vigésima-nona (1956) cerimônias. A partir de 1957, essa categoria e a de Oscar de melhor curta-metragem em live-action: 1 bobina foram combinadas em uma única, a de Oscar de melhor curta-metragem em live action.
Um curta-metragem em live action é o curta-metragem que não utiliza as técnicas da animação, isto é, feito com seres vivos (pessoas, animais, insetos etc) ou com o que existe na natureza.
Uma bobina (ou "rolo", como também se diz) comporta dez minutos de filme, em média. Portanto, um curta-metragem de duas bobinas tem uma duração entre onze e vinte minutos.
| Ano  | Vencedor                    | Título PT/BR                                     | Título PT/PT | Estúdio              | Outros indicados                                                                |
| ---- | --------------------------- | ------------------------------------------------ | ------------ | -------------------- | ------------------------------------------------------------------------------- |
| 1936 | The Public Pays             |                                                  |              | MGM                  | Double or Nothing Dummy Ache                                                    |
| 1937 | Torture Money               |                                                  |              | MGM                  | Deep South Should Wives Work?                                                   |
| 1938 | Declaration of Independence |                                                  |              | Warner Bros.         | Swingtime in the Movies They're Always Caught                                   |
| 1939 | Sons of Liberty             |                                                  |              | Warner Bros.         | Drunk Driving Five Times Five                                                   |
| 1940 | Teddy, the Rough Rider      |                                                  |              | Warner Bros.         | Eyes of the Navy Service with the Colors                                        |
| 1941 | Main Street on the March!   | Quando um Povo Desperta                          |              | MGM                  | The Gay Parisian Forbidden Passage Alive in the Deep The Tanks Are Coming       |
| 1942 | Beyond the Line of Duty     | Além do Dever                                    |              | Warner Bros          | Don't Talk Private Smith of the U.S.A.                                          |
| 1943 | Heavenly Music              | Música no Céu                                    |              | MGM                  | Mardi Gras Women at War Letter to a Hero                                        |
| 1944 | I Won't Play                | Promessa Cumprida                                |              | Warner Bros.         | Bombalera Main Street Today                                                     |
| 1945 | Star in the Night           | Uma Estrela Luminosa                             |              | Warner Bros.         | A Gun in His Hand The Jury Goes Round'n'Round The Little Witch                  |
| 1946 | A Boy and His Dog           | O Menino e o Cão                                 |              | Warner Bros.         | College Queen Hiss and Yell The Luckiest Guy in the World                       |
| 1947 | Climbing the Matterhorn     |                                                  |              | Monogram             | Champagne for Two Fight of the Wild Stallions A Voice Is Born Give Us the Earth |
| 1948 | Seal Island                 | A Ilha das Focas                                 |              | Disney/RKO Radio     | Snow Capers Calgary Stampede Samba Mania Going to Blazes                        |
| 1949 | Van Gogh                    |                                                  |              | Canton-Weiner        | Chase of Death Snow Carnival Boy and the Eagle The Grass Is Always Greener      |
| 1950 | In Beaver Valley            | O Vale do Castor                                 |              | Disney/RKO Radio     | Grandma Moses My Country 'Tis of Thee                                           |
| 1951 | Nature's Half Acre          |                                                  |              | Disney/RKO Radio     | Balzac Danger Under the Sea                                                     |
| 1952 | Water Birds                 | Aves Aquáticas: Uma Aventura Real de Walt Disney |              | Disney/RKO Radio     | Devil Take Us Thar She Blows! Bridge of Time                                    |
| 1953 | Bear Country                | Na Região dos Ursos                              |              | Disney/RKO Radio     | Ben and Me Return to Glennascaul Winter Paradise Vesuvius Express               |
| 1954 | A Time Out of War           |                                                  |              | Carnival Productions | Jet Carrier Siam Beauty and the Bull                                            |
| 1955 | The Face of Lincoln         |                                                  |              | USC/Cavalcade        | Suíça On the Twelfth Day 24-Hour Alert The Battle of Gettysburg                 |
| 1956 | The Bespoke Overcoat        |                                                  |              | Romulus Films        | Cow Dog Samoa The Dark Wave                                                     |